# 马约特岛卷尾
马约特岛卷尾（学名：Dicrurus waldenii）是卷尾科卷尾属的一个种。马约特岛卷尾是法国领地马约特岛的特有种。马约特岛卷尾栖息于热带或亚热带潮湿的低地森林、热带或亚热带的红树林、热带或亚热带潮湿的灌木丛、种植园中。由于栖息地破坏，马约特岛卷尾的生存受到威胁。